# 祥子のチョット・CHAT・CHAT
祥子のチョット・CHAT・CHATとは、声優の菅原祥子がパーソナリティのラジオ番組。

## 概要
- 1996年4月6日に福井放送で放送開始。
- 菅原祥子のトークとお便りで構成される。
- 2015年5月23日放送回で通算放送回数が1000回となった。
- 2016年4月10日放送回で番組開始20周年になった。
- オープニングのBGMは菅原祥子「Satis faction」（アルバム「Sati's-faction」に収録）
- トーク中のBGMはドゥープのアルバム「Circus Doop」。

## ネット局
- 栃木放送:毎週土曜 23:00 - 23:30[1]

2014年12月より栃木放送がradikoプレミアムに参加したことで、2014年12月6日放送分より全国で聴取可能となった。

## 過去のネット局
- 福井放送
- 秋田放送
- 中国放送
- 静岡放送
- 北陸放送
- 東海ラジオ放送
- 西日本放送